# These Are the Days of Our Lives
These Are the Days of Our Lives is een nummer van de Britse band Queen, afkomstig van het album Innuendo.

## Versies
Het nummer is op 5 september 1991 op single uitgebracht in de VS. In het VK en veel andere Europese landen is het nummer uitgebracht op 9 december 1991, enkele weken na Mercury's overlijden. De single had een "dubbele A-kant", met These Are The Days Of Our Lives en de Queenklassieker Bohemian Rhapsody.
De single kwam op nummer 1 binnen in de Britse hitlijsten en bereikte in veel Europese landen de top 10. In de Nationale Hitparade stond de single 2 weken op de eerste plaats; in de Top 40 kwam het nummer kwam het niet verder dan nr. 2. In 1992 won het de BRIT Award voor "beste single".
Het nummer werd in 1992 op het Freddie Mercury Tribute Concert gezongen door George Michael en Lisa Stansfield, en een jaar later uitgebracht op de ep Five Live.
Tijdens de tournee van Queen + Paul Rodgers in 2005 en 2006 werden de vocalen verzorgd door Roger Taylor.

## Videoclip
De videoclip bij het lied was de laatste clip waarin zanger Freddie Mercury te zien was, opgenomen enkele maanden voor zijn dood op 24 november 1991. In de clip bespeelt drummer Roger Taylor de conga's, maar op de opname komen deze uit de synthesizer van producer David Richards. In de VS is een andere versie van de videoclip uitgebracht. Hierin zijn, naast de beelden uit de reguliere clip, animaties te zien van Walt Disney, moederbedrijf van Queens Amerikaanse label Hollywood Records. In 1992 is een derde versie uitgebracht, ter promotie van het album Classic Queen. Hierin zijn oude live-beelden van de band gecombineerd met de Disneyversie van de clip.

## Hitnotering

### Single Top 100
| Bohemian Rhapsody/These Are The Days Of Our Lives in de Single Top 100 - binnen: 14-12-1991 | Bohemian Rhapsody/These Are The Days Of Our Lives in de Single Top 100 - binnen: 14-12-1991 | Bohemian Rhapsody/These Are The Days Of Our Lives in de Single Top 100 - binnen: 14-12-1991 | Bohemian Rhapsody/These Are The Days Of Our Lives in de Single Top 100 - binnen: 14-12-1991 | Bohemian Rhapsody/These Are The Days Of Our Lives in de Single Top 100 - binnen: 14-12-1991 | Bohemian Rhapsody/These Are The Days Of Our Lives in de Single Top 100 - binnen: 14-12-1991 | Bohemian Rhapsody/These Are The Days Of Our Lives in de Single Top 100 - binnen: 14-12-1991 | Bohemian Rhapsody/These Are The Days Of Our Lives in de Single Top 100 - binnen: 14-12-1991 | Bohemian Rhapsody/These Are The Days Of Our Lives in de Single Top 100 - binnen: 14-12-1991 | Bohemian Rhapsody/These Are The Days Of Our Lives in de Single Top 100 - binnen: 14-12-1991 | Bohemian Rhapsody/These Are The Days Of Our Lives in de Single Top 100 - binnen: 14-12-1991 | Bohemian Rhapsody/These Are The Days Of Our Lives in de Single Top 100 - binnen: 14-12-1991 | Bohemian Rhapsody/These Are The Days Of Our Lives in de Single Top 100 - binnen: 14-12-1991 | Bohemian Rhapsody/These Are The Days Of Our Lives in de Single Top 100 - binnen: 14-12-1991 | Bohemian Rhapsody/These Are The Days Of Our Lives in de Single Top 100 - binnen: 14-12-1991 | Bohemian Rhapsody/These Are The Days Of Our Lives in de Single Top 100 - binnen: 14-12-1991 | Bohemian Rhapsody/These Are The Days Of Our Lives in de Single Top 100 - binnen: 14-12-1991 |
| Week                                                                                        | 1                                                                                           | 2                                                                                           | 3                                                                                           | 4                                                                                           | 5                                                                                           | 6                                                                                           | 7                                                                                           | 8                                                                                           | 9                                                                                           | 10                                                                                          | 11                                                                                          | 12                                                                                          | 13                                                                                          | 14                                                                                          | 15                                                                                          |                                                                                             |
| ------------------------------------------------------------------------------------------- | ------------------------------------------------------------------------------------------- | ------------------------------------------------------------------------------------------- | ------------------------------------------------------------------------------------------- | ------------------------------------------------------------------------------------------- | ------------------------------------------------------------------------------------------- | ------------------------------------------------------------------------------------------- | ------------------------------------------------------------------------------------------- | ------------------------------------------------------------------------------------------- | ------------------------------------------------------------------------------------------- | ------------------------------------------------------------------------------------------- | ------------------------------------------------------------------------------------------- | ------------------------------------------------------------------------------------------- | ------------------------------------------------------------------------------------------- | ------------------------------------------------------------------------------------------- | ------------------------------------------------------------------------------------------- | ------------------------------------------------------------------------------------------- |
| Nummer                                                                                      | 51                                                                                          | 17                                                                                          | 1                                                                                           | 1                                                                                           | 2                                                                                           | 2                                                                                           | 3                                                                                           | 5                                                                                           | 7                                                                                           | 14                                                                                          | 22                                                                                          | 33                                                                                          | 39                                                                                          | 52                                                                                          | 77                                                                                          | uit                                                                                         |

### NPO Radio 2 Top 2000
| Nummer met noteringen in de NPO Radio 2 Top 2000 | '05 | '06 | '07 | '08 | '09 | '10 | '11 | '12 | '13 | '14 | '15 | '16 | '17 | '18 | '19 | '20 | '21 | '22 | '23 | '24 |
| ------------------------------------------------ | --- | --- | --- | --- | --- | --- | --- | --- | --- | --- | --- | --- | --- | --- | --- | --- | --- | --- | --- | --- |
| These Are the Days of Our Lives                  | 269 | 336 | 418 | 573 | 306 | 340 | 282 | 422 | 261 | 242 | 290 | 333 | 399 | 218 | 252 | 342 | 355 | 378 | 410 | 677 |

1. ↑  Een vetgedrukt getal geeft de hoogste notering aan.
2. ↑  2005 was het eerste jaar met een notering voor dit nummer.